# Mae Sot
Mae Sot (tajski: แม่สอด) – miasto w północno-zachodniej Tajlandii, na granicy z Mjanmą, nad rzeką Moei, w prowincji Tak, ośrodek administracyjny dystryktu Mae Sot. Liczy ono około 41 tys. mieszkańców (2019).
Do 1980 roku był most nad rzeką Moei do Birmy, który został zniszczony w walkach. Obecnie został odbudowany Most Przyjaźni pomiędzy Tajlandią a Mjanmą. Jest on otwarty regularnie w ciągu dnia i służy jako przejście graniczne do najbliższego miasta Birmy Myawaddy.